# Arts Center (métro d'Atlanta)
Pour l’article homonyme, voir Arts Center (métro d'Incheon).
Arts Center est une station du métro d'Atlanta, dans l'État de Géorgie, aux États-Unis. Elle est située à Atlanta le long de la ligne or et de la ligne rouge, entre Midtown et Lindbergh Center.
La station est mise en service en 1982.

## Situation sur le réseau
Établie en souterrain, la station Arts Center est située sur une section commune aux lignes rouge et or. Elle est située entre la station Linbergh Center, vers North Spring (ligne rouge) et Doraville (ligne or), et Midtown, vers Airport (commun au lignes rouge et or).

## Histoire
La station Arts Center est mise en service le 11 décembre 1982 par la Metropolitan Atlanta Rapid Transit Authority (en) (MARTA) lorsqu'elle ouvre à l'exploitation la section de North Avenue à West End.